# 액체 헬륨

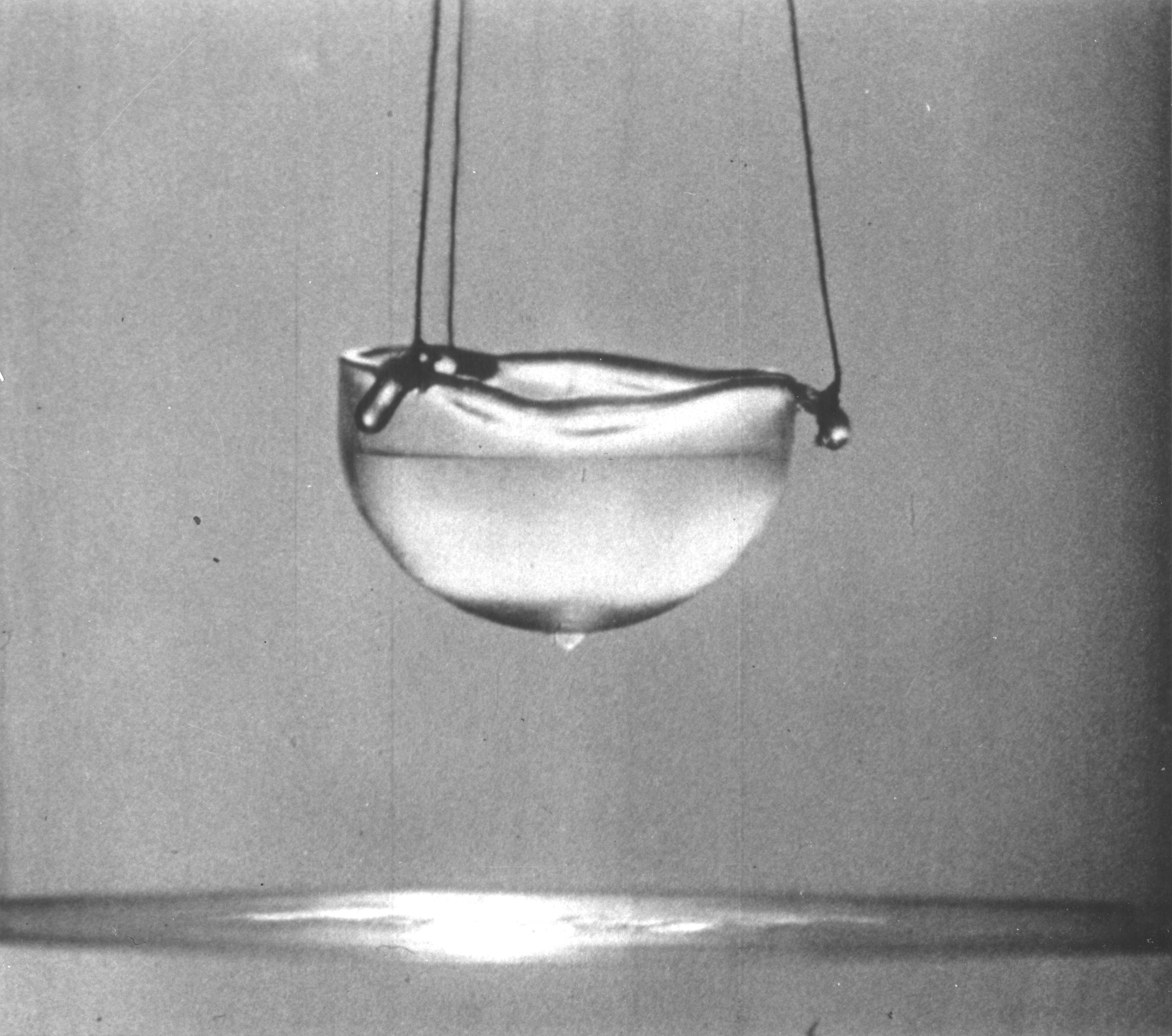
컵에 담긴 액체 헬륨.

헬륨은 극저온에서 액체의 형태로 존재한다. 끓는점과 임계점은 헬륨의 동위 원소에 따라 다르다.(아래 표 참조) 액체 헬륨의 1 기압 끓는 점에서의 밀도는 약 0.125 g/mL이다.
헬륨-4는 1908년 네덜란드 물리학자 헤이커 카메를링 오너스에 의해 처음으로 액화되었다. 액체 헬륨-4는 저온 냉각제로 사용된다. 헬륨-4는 상업적으로 생산되어 MRI나 NMR에서 사용되는 초전도 자석에 사용된다.
헬륨은 원자들 사이의 인력이 약하기 때문에 액화하는데 필요한 온도가 낮다.
| 액체 헬륨 특성                   | 헬륨-4 | 헬륨-3                |
| -------------------------------- | ------ | --------------------- |
| 임계점                           | 5.2 K  | 3.3 K                 |
| 끓는점 at 1 atm                  | 4.2 K  | 3.2 K                 |
| 최소 액화 압력                   | 25 atm | 29 atm at 0.3 K       |
| 포화 증기압에서 초유체 전이 온도 | 2.17 K | 1 mK 자기장이 없을 때 |

## 같이 보기
- 액체 질소
- 액체 수소
- 초유체
- 액체 산소